# Stuart Gray
Pour les articles homonymes, voir Gray.
Stuart Allan Gray, né le 27 mars 1963 dans la Zone du canal de Panama, est un joueur américain de basket-ball.

## Biographie
Pivot passé par les Bruins d'UCLA, il a été choisi par les Pacers de l'Indiana au 2e tour (29e au total) de la Draft 1984 de la NBA. Il a joué pendant cinq saisons pour Indiana avant d'effectuer une saison avec les Hornets de Charlotte puis une avec les Knicks de New York. Il termine sa carrière lors de la saison 1992-1993 où il joue en Continental Basketball Association avec les Capital Region Pontiacs.
Ayant la double nationalité américaine et panaméenne, Gray joue pour la sélection nationale du Panama.